# Wichita Falls (Teksas)
Wichita Falls je grad u američkoj saveznoj državi Teksas. Prema popisu stanovništva iz 2010. u njemu je živjelo 104.553 stanovnika.